# Кауль, Александр Иосифович
Алекса́ндр Ио́сифович Ка́уль (2 июня 1887 — 24 ноября 1958) — советский государственный деятель. Участник революционных событий в Туле в 1917—1920 гг., председатель Тульского Совета рабочих и солдатских депутатов.

## Биография
Родился 2 июня 1887 года в селе Панинское (Шенхен) Николаевского уезда Самарской губернии в семье волостного писаря. Поволжский немец (по другим данным — еврей). Окончил Саратовскую гимназию с золотой медалью (1909), историко-филологический факультет Московского университета (1913). После окончания университета жил в Туле, преподавал историю в женской гимназии Боровиковой , а затем в Перовской мужской гимназии.
Член РСДРП(б) с марта 1917 года. С октября 1917 года — председатель Тульского Совета. Член Всероссийского учредительного собрания от Тульского избирательного округа, список № 5. Один из организаторов и редактор большевистской газеты «Пролетарская правда».
В 1918 году — председатель Тульского ВРК, губкома РКП(б). С именем Кауля связана расправа над крестным ходом в Туле 15 февраля 1918 года. Участников Крестного Хода обвинили в намерении освободить заключенных, арестованных советской властью за сопротивление, организовать захват здания, где заседал Военно-Революционный комитет с целью свержения советской власти в городе Также в это же время по распоряжению Кауля упраздняется гимназия Боровиковой, в которой он в свое время работал.
Служил в Наркомпроде: с мая 1918 — губернский чрезвычайный уполномоченный по продовольствию, организатор продразверстки в Тульской губернии. С 1919 по 1922 годы — в ОГПУ-НКВД: председатель губернской чрезвычайной комиссией по борьбе с контрреволюцией, спекуляцией и саботажем (ГубЧК).
В 1920—1921 годах Тульским революционным трибуналом рассматривалось дело о должностных злоупотреблениях в среде советских служащих Тульской губернии, одним из фигурантов которого был А.И.Кауль. 31 марта 1921 года на распорядительном заседании Тульского губревтрибунала «Дело Кауля» было прекращено «за отсутствием состава преступления и непричастностью подследственных к описанным преступным деяниям».
В 1924—1928 годах — заместитель полпреда ОГПУ по Северо-Кавказскому краю, полпред по Закавказью. В 1928—1930 годах служил в особом резерве ОГПУ СССР; помощник начальника Секретно-оперативного управления ОГПУ СССР. Член ВЦИК 2-3-го созывов.
С 1931 года — начальник Ленгоснарпита. В 1934-1935 годах — директор Института исторической технологии в составе Государственной академии истории материальной культуры (ГАИМК).
С октября 1935 года заведовал отделом школ и науки Ставропольского крайкома ВКП(б).
Арестован 17 октября 1937 года, осуждён на 20 лет лагерей по обвинению в участии в национал-социалистской организации. Срок отбывал в Воркутинском ИТЛ (в мае 1939 – октябре 1948 гг.), в октябре 1948–феврале 1955 гг. — в Спасском ИТЛ (Карлаг). Реабилитирован в 1956 году; назначена персональная пенсия союзного значения.
Умер 24 ноября 1958 года в Караганде.

## Семья
Двое сыновей. Один из них — Рафаил Александрович Кауль (1912–1972), окончил МЭИ, инженер, кандидат технических наук, заведующий кафедрой Ивановского энергетического института. В 1944 году как этнический немец был выслан из Москвы в  Новосибирск, откуда ему было разрешено переехать в Иваново. Его жена — Лидия Владимировна Венкстерн (1914–2000); историк-медиевист, преподавала на кафедре истории древнего мира и средних веков Ивановского университета; сестра Т.В.Венкстерн.
Внуки:
- Марина Рафаиловна Кауль (род. 1939), кандидат филологических наук, профессор РГГУ[11].
- Андрей Рафаилович Кауль (род. 1945), доктор химических наук, профессор, заведующий лабораторией химии координационных соединений химического факультета МГУ имени М. В. Ломоносова.

## Награды и звания
- Орден Красного Знамени № 13819
- Почётный работник ВЧК-ГПУ (V), знак № 300

## Публикации
- Кауль А. И. Мы побеждали в трудных боях с меньшевиками и эсерами // Это было в 1917...: Сборник воспоминаний участников октябрьских событий в Туле. — Тула, 1957. — С. 25—37.

## Память
В 1967 году улица Садовая в Туле была названа улицей Кауля.